# Jekaterina Georgijewna Dewlet
Jekaterina Georgijewna Dewlet (russisch Екатерина Георгиевна Дэвлет; * 16. August 1965 in Moskau; † 23. August 2018 ebenda) war eine sowjetisch-russische Prähistorikerin und Hochschullehrerin.

## Leben
Dewlet, Tochter der Prähistorikerin Marianna Artaschirowna Dewlet, studierte an der Lomonossow-Universität Moskau (MGU) in der Historischen Fakultät. Sie nahm ab 1986 an archäologischen Expeditionen in Mexiko, Abchasien, Kirgisistan, Sibirien, Fernost und Zentralasien teil. Nach dem Abschluss des Studiums 1990 absolvierte sie die Aspirantur am Institut für Archäologie der Russischen Akademie der Wissenschaften in Moskau (Abschluss 1994). 1995 verteidigte sie ihre Dissertation über die Kunst des präkolumbischen südlichen Mittelamerikas für die Promotion zur Kandidatin der Geschichtswissenschaften.
Ab 1995 arbeitete Dewlet als wissenschaftliche Mitarbeiterin im Institut für Archäologie der Russischen Akademie der Wissenschaften. 2000 wurde sie Mitarbeiterin des Mittelamerika-Zentrums. 2003 verteidigte sie ihre Doktor-Dissertation über die Untersuchung, Bewahrung und Nutzung der Felskunst.
Dewlet leitete Projekte der Russischen Stiftung für Geistes- und Sozialwissenschaften und des Russischen Fonds für Grundlagenforschung sowie das Programm Ethnokulturelle Wechselwirkungen in Eurasien des Präsidiums der Russischen Akademie der Wissenschaften und das Programm Gesellschaftliches Potential der Geschichte der Abteilung der historisch-philologischen Wissenschaften der Russischen Akademie der Wissenschaften. Sie war Mitglied des Felskunst-Komitees des International Council on Monuments and Sites (ICOMOS).
Dewlet hielt an der Russischen Staatlichen Geisteswissenschaftlichen Universität in Moskau Vorlesungen über Archäologie, Einführung in Regionale Geographie und Geschichte des präkolumbischen Amerikas.

## Ehrungen, Preise
- Beste junge Wissenschaftlerin der Russischen Akademie der Wissenschaften 2004–2005[1]
- Zabelin-Preis der Russischen Akademie der Wissenschaften 2012 zusammen mit M. A. Dewlet für das Buch über Mythen in Stein: Die Welt der Felskunst Russlands[3][4]